# Massenei
Die Massenei ist ein etwa 1500 Hektar großes Waldgebiet östlich von Dresden, das an die Fluren von Kleinröhrsdorf, Großröhrsdorf, Bretnig, Frankenthal, Großharthau, Schmiedefeld, Seeligstadt und Arnsdorf raint. Sie ist Landschaftsschutzgebiet, Naherholungsgebiet und wird forstwirtschaftlich genutzt.
Die Massenei erstreckt sich südlich der lösslehmbedeckten Granodiorithügel von Großröhrsdorf und Bretnig über ein auffällig flaches Gelände in 280 bis 300 m ü. NHN. Weitgespannte Mulden und sehr schwach geneigte Hänge sowie vereinzelte sehr flache Aufwölbungen von maximal zehn Metern Höhendifferenz lösen die Ebene auf. Der Wald stellt gleichzeitig die Wasserscheide zwischen Steinbach (Große Röder) und Goldbach (Schwarze Röder) dar.

## Geschichte

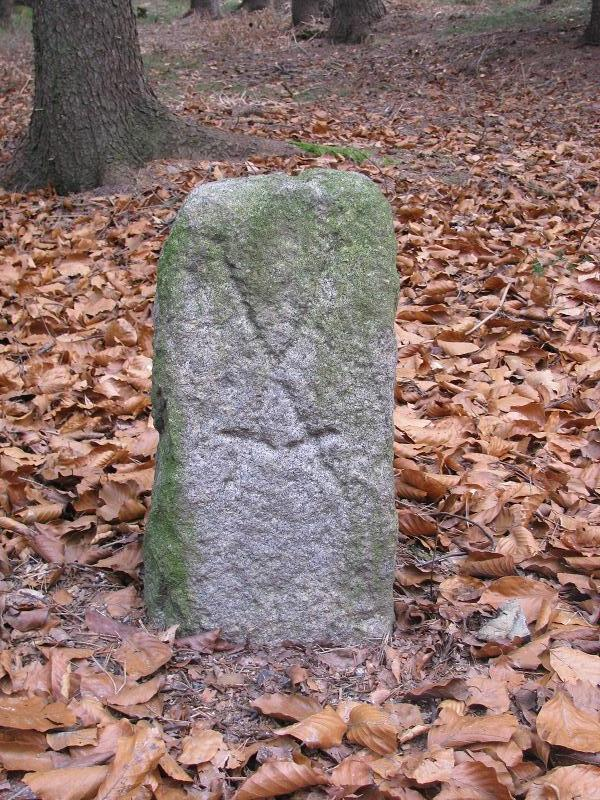
Grenzstein zwischen der Mark Meißen und der Oberlausitz

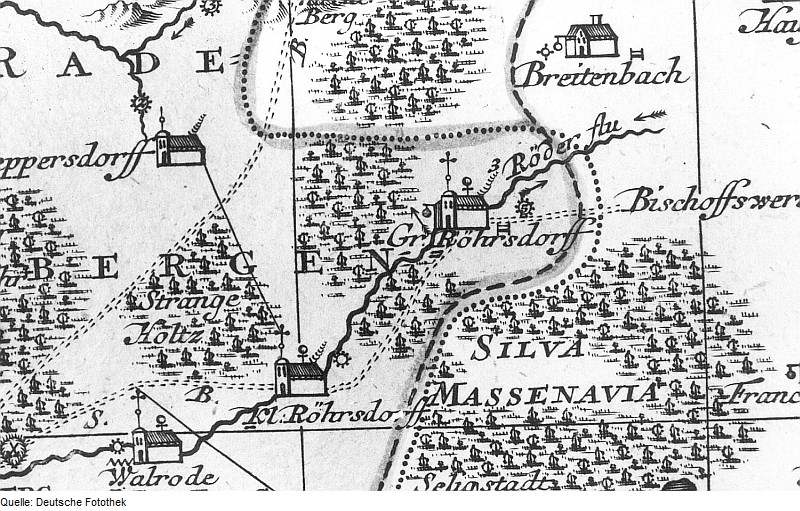
Die Massenei („Silva Massenavia“) auf einer Karte aus dem 18. Jahrhundert

Die Massenei ist möglicherweise ein Rest des vom römischen Geschichtsschreiber Tacitus beschriebenen Herkynischen Waldes, der sich vom Rhein sechzig Tagesreisen weit nach Osten erstreckte.
Sie bildete bis zum Jahr 1000 mit den Wäldern um Moritzburg und Königsbrück, dem Karswald und der Dresdner Heide ein zusammenhängendes und fast unbewohntes Waldgebiet, an dessen Rand sich von Slawen und deutschen Siedlern bewohnte kleine Dörfer befanden.
Die Oberlausitzer Grenzurkunde aus dem Jahre 1241 bestimmte die Grenzen zwischen der zum Königreich Böhmen gehörenden Oberlausitz und den Besitzungen des Bischofs von Meißen.

### Namensherkunft
Die älteste Schreibweise der Massenei, im Volksmund Mastche genannt, von 1512 ist Masteney. Der Name Massenei könnte vom obersorbischen Wort mjeza für Grenze abgeleitet sein. Wahrscheinlich ist auch ein Zusammenhang mit dem mittelhochdeutschen mastunge (= Ort für die Schweinemast) und der Waldmast für Schweine (Masterei). Nahe beim Tal der Schwarzen Röder verzeichnen Karten einen Oberen und Unteren Schweinsgrundweg.

## Nutzung
Um das Wild bei der Jagd nicht ausbrechen zu lassen, wurde im Jahr 1557 unter Kurfürst August ein Zaun von Großröhrsdorf durch die Massenei bis Stolpen aufgestellt. Mit der Errichtung des Jagdschloss Moritzburg durch August den Starken verlor die Burg Stolpen und damit auch das Jagdrevier der Massenei an Bedeutung, dennoch veranstalteten die sächsischen Landesherren noch bis 1892 Jagden. Seit 1971 nimmt die Anzahl von Wildschweinen beträchtlich zu.
In Kriegszeiten diente die Massenei den Einwohnern der Umgebung als Zufluchtsort. Am 11. August 1929 wurde das heute nicht mehr existierende Ausflugsziel Waldidyll westlich der Bornematzenbrücke eingeweiht. Am 23. Juni 1935 wurde das Masseneibad eingeweiht. Von 1961 bis 1991 befand sich am Kreuzungsbereich Kleiner Stern eine Fla-Raketenstellung mit SA-75 Wolchow der NVA in einem 360 Hektar großen Sperrgebiet. Deren Mannschaftsgebäude diente anschließend jahrelang als Übergangswohnheim für Asylbewerber. Heute ist die Kreuzung am Kleinen Stern Ausgangspunkt eines Naturlehrpfades. Das zugehörige Vereinsgebäude brannte im November 2011 ab. 2013 wurde es als WaldHaus Kleiner Stern wieder aufgebaut. Auch der Sagenwanderweg führt über den Kleinen Stern. Er beginnt am Masseneibad.

## Sagen

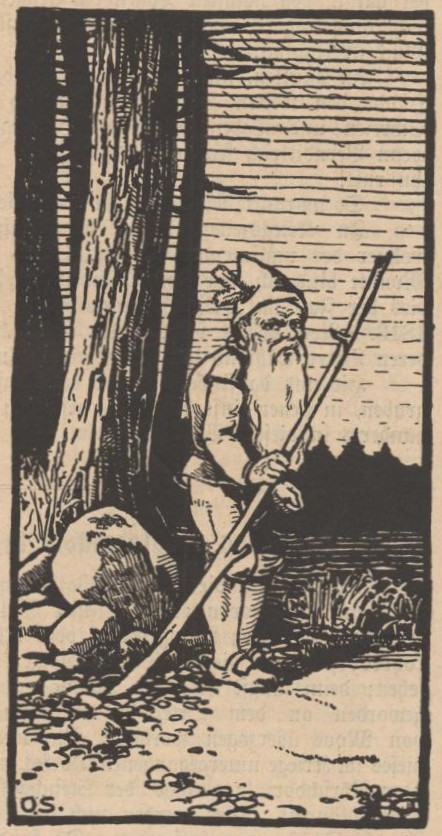
Zeichnung vom Bornematz

Verschiedene Sagen über die Massenei sind bekannt. Die Überlieferung vom Bornematz, der sich von Wanderern eine Wegstrecke tragen lässt (vgl. Aufhocker), verweist nach Reinhard Korn auf eine tatsächliche Begebenheit, die auf Matz Brückner und Born Hans Schöne zurückgeht. Beide sind laut Eintrag im Großröhrsdorfer Kirchenbuch 1637 in der Massenei erschossen worden und sollen seitdem als Spukgeister erscheinen.
Eine andere Sage erzählt vom Berndittrich, dem wilden Jäger zur Nachtzeit.